# FIFA év játékosa 1994
A díjat először nyerte nem európai labdarúgó, nevezetesen a brazil Romário.

## Végeredmény
| # | Játékos            | Pont | Csapat                      |
| - | ------------------ | ---- | --------------------------- |
| 1 | Romário            | 346  | FC Barcelona                |
| 2 | Hriszto Sztoicskov | 100  | FC Barcelona                |
| 3 | Roberto Baggio     | 80   | Juventus                    |
| 4 | Gheorghe Hagi      | 50   | Brescia FC Barcelona        |
| 5 | Paolo Maldini      | 40   | AC Milan                    |
| 6 | Bebeto             | 16   | Deportivo La Coruña         |
| 7 | Dennis Bergkamp    | 11   | Internazionale              |
| 8 | Dunga              | 9    | VfB Stuttgart               |
| 9 | Mauro Silva        | 7    | Deportivo La Coruña         |
| 9 | Jürgen Klinsmann   | 7    | AS Monaco Tottenham Hotspur |
| 9 | Tomas Brolin       | 7    | Parma                       |
| 9 | Franco Baresi      | 7    | AC Milan                    |